# Éruption du Tambora en 1815
Vous lisez un « bon article » labellisé en 2024.
L'éruption du Tambora en 1815 est une éruption volcanique qui s'est produite sur l'île de Sumbawa, en Indonésie, du 5 au 15 avril 1815. Elle est considérée comme la deuxième éruption la plus violente des temps historiques, après celle du Samalas en 1257 sur l'île de Lombok, également en Indonésie. La violence de l'éruption (qui décapite le sommet du volcan et crée une caldeira de 6 km de diamètre), les nuées ardentes, les tsunamis et les pluies de cendres volcaniques détruisent toute vie dans la péninsule de Sanggar et causent au total la mort d'environ 117 000 personnes dans les îles de Sumbawa, Lombok et Bali.
Les aérosols projetés dans la stratosphère voilent la lumière du Soleil et provoquent un hiver volcanique pendant trois ans. Les conséquences sur le climat sont telles que l'année 1816 est surnommée « l'année sans été », avec des moyennes de température jusqu'à 3 °C en dessous des normales, des chutes de neige en plein été dans les latitudes tempérées, des pluies diluviennes dans certaines régions et l'absence presque totale d'ensoleillement. L'hémisphère nord est le plus touché avec des récoltes de céréales et de pommes de terre ravagées en Chine, en Europe et en Amérique du Nord. Les famines se multiplient, tout comme les épidémies de typhus. Des flux migratoires s'organisent, depuis l'Europe occidentale et centrale vers les Amériques, et depuis la côte est des États-Unis vers le Midwest. Au niveau mondial le nombre de victimes des conséquences de l'éruption est estimé entre 100 000 et 200 000 personnes.
Ces évènements consécutifs à l'éruption du Tambora marquent les arts et les sciences, d'autant plus que les causes en restent obscures pour leurs contemporains. La peinture, en premier lieu, est grandement influencée, notamment au travers des couchers de soleil des romantiques William Turner et Caspar David Friedrich. En littérature, le sombre été 1816 inspire le Frankenstein de Mary Shelley. Ces évènements suscitent par ailleurs certaines innovations techniques avec notamment l'invention de la draisienne et des engrais minéraux.

## Contexte

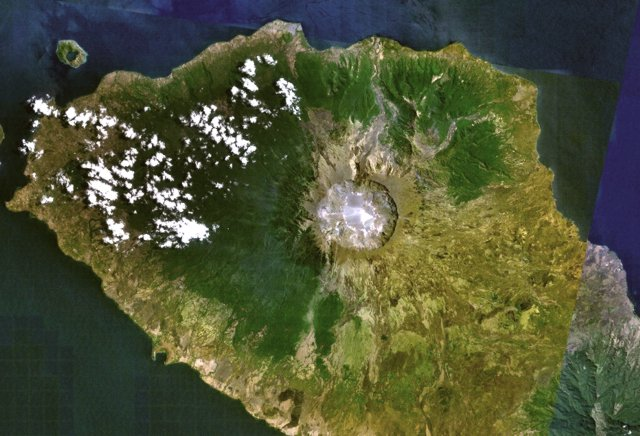
Vue satellite du Tambora au centre de la péninsule de Sanggar.

Le Tambora est un volcan actif situé dans l'arc volcanique des Petites îles de la Sonde, aujourd'hui en Indonésie et à l'époque faisant partie des Indes néerlandaises. Le cône volcanique du Tambora, qui culmine à 4 300 m d'altitude avant l'éruption, forme la péninsule de Sanggar, de 60 km de large, au nord de l'île de Sumbawa.
À partir de 1812, le volcan se réveille, après 1 000 ans d'inactivité et alors que les habitants de la région le pensaient éteint. Il montre régulièrement des signes d'activité marqués par des trémors, des éruptions mineures et la projection de nuages de cendres autour du sommet.

## Chronologie de la séquence éruptive

### Première éruption: 5 avril
Le 5 avril 1815 a lieu une première éruption d'importance, qui engendre un panache volcanique de 33 km de hauteur. Les explosions du volcan sont entendues jusqu'à Java, aux Célèbes et aux Moluques, soit jusqu'à 1 400 km de distance, où elles sont prises pour des coups de canon. Stamford Raffles, le gouverneur de Java, île temporairement sous domination britannique, envoie des troupes terrestres et des navires à la recherche de l'origine des détonations. Durant les jours qui suivent, le Tambora demeure dans un état de faible activité. Les habitants restent sur place.
Le 6 avril, une légère chute de cendres fait comprendre aux habitants de Batavia (aujourd'hui Jakarta), que les détonations entendues la veille et qui ont motivé l'envoi de patrouilles militaires sont en réalité d'origine volcanique.

### Deuxième éruption: 10-15 avril

Schéma d'une éruption plinienne.

Le paroxysme de l'éruption commence cinq jours plus tard, le 10 avril. Vers 10 heures du matin, surviennent des explosions accompagnées d’importantes émission de cendres. En seulement trois heures, un panache de 44 km de haut se forme au-dessus du volcan, dans un bruit assourdissant pour les habitants de Sumbawa. Vers 19 heures, l'activité du volcan augmente encore, suivie une heure plus tard par une pluie de pierres ponces sur le village de Sanggar, 30 km à l'est du cratère. Au même moment, de violentes bourrasques de vent balayent le village, détruisent les maisons et déracinent les arbres. La chute de pierres ponces dure jusqu'à 22 heures. Le volcan à ce moment est alors surmonté d'après des témoins de trois « colonnes de flammes », en fait trois panaches de cendres volcaniques brûlantes. Peu après, les trois colonnes fusionnent et la montagne n'est plus qu'une masse de « feu liquide ». Cela correspond à l'élargissement de la cheminée volcanique dû à l'importance du débit éruptif, et aux premiers stades de la formation de la caldeira.
Le panache finit par s'effondrer sous son propre poids, créant plusieurs nuées ardentes qui déferlent de part et d'autre du volcan et ravagent la péninsule de Sanggar où plus aucun être vivant ne subsiste. Ces coulées brûlantes s'étalent radialement autour du volcan et se propagent à la surface de la mer jusqu'à 40 km du cratère. Elles génèrent, en réaction avec l'eau de mer, des explosions phréatiques, augmentant le volume de cendres dispersées dans l'atmosphère, jusqu'à représenter la principale source de cendres volcaniques de l'éruption. In fine, ces explosions provoquent un tsunami qui se propage jusqu'aux îles voisines, sur plusieurs centaines de kilomètres. Le tsunami mesure 4 m de hauteur au pied du volcan, 1 à 2 m sur la côte est de Java, et 2 m sur la côte sud des Moluques.

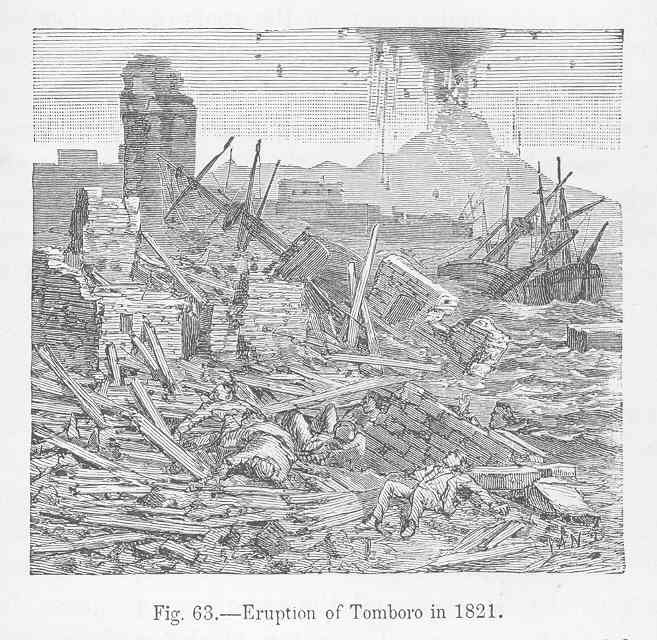
Illustration dépeignant « l'éruption du Tomboro en 1821 » (sic). Leon Sonrel, 1872.

Le 11 avril, les explosions continuent et sont entendues jusqu'à Bornéo et Sumatra, à 2 000 km du Tambora. Des témoins décrivent le volcan comme étant en feu sur sa base et couvert de fumée au sommet. L'ombrelle éruptive (nuage de cendres formé dans l'atmosphère) commence à s'étendre loin du volcan, principalement vers l'ouest, portée par les vents dominants. Une « odeur nitreuse » est rapportée jusqu'à Java à l'ouest, mais pas dans les Célèbes au nord.
Le 12 avril, tandis que l'éruption continue, l'ombrelle éruptive s'étend au point qu'à 900 km plus à l'est, à Java, alors que retentissent encore les explosions, les premières lueurs du jour n'apparaissent qu'à 10 heures et les oiseaux ne commencent à chanter que vers 11 heures. Le capitaine du Bénarès, navire de la Compagnie des Indes orientales qui naviguait au nord du détroit de Macassar, soit à plus de 1 000 km au nord du volcan, décrit une pluie de cendres et une obscurité totale à midi, la lumière du jour ne revenant que le lendemain. Autour de l'île de Sumbawa, la mer est couverte de troncs d'arbres calcinés et de radeaux de pierre ponce, certains mesurant plusieurs kilomètres de long.
La phase principale de l'éruption cesse le 15 avril 1815. Les retombées de cendres continuent jusqu'au 17 avril après s'être étendues jusqu'à 1 300 km de distance, laissant un paysage dévasté dans toute la région. Des explosions mineures continuent de se produire pendant plusieurs semaines et de la fumée est observée s'échappant du sommet jusqu'au mois d'août.

## Bilan

### Ampleur de l'éruption
L'éruption du Tambora, de type plinienne, a une puissance surpassant de dix mille fois celles des bombes atomiques d'Hiroshima et de Nagasaki réunies. Elle a longtemps été considérée par les volcanologues comme l'éruption la plus violente des temps historiques, devant celle du volcan de l'ancienne île de Santorin, en Grèce, en 1610 av. J.-C., et celle du volcan Taupo, en Nouvelle-Zélande, en 230. Des études scientifiques dans les années 2010 identifient une autre éruption historique, celle du Samalas en 1257, autre volcan indonésien, qu'elles estiment encore plus forte. Toutes ces éruptions sont cotées à 7 sur l'échelle VEI d'explosivité volcanique (le maximum est de 8 mais n'a jamais été observé).
La meilleure estimation à ce jour du volume de téphra émis lors de l'éruption de 1815 est de 41 ± 4 km3 DRE (volume de roche calculé en compensant la porosité), soit à peu près le triple en volume réel - seule l'éruption du Samalas en 1257 la surpasse. À la suite de l'expulsion de tant de magma et de roche, le reste de la montagne s'effondre sur lui-même pour former une grande caldeira de 6 km de diamètre et de 1 km de profondeur, ce qui réduit l'altitude du volcan de 1 400 mètres, soit le tiers de sa hauteur. L'estimation de la quantité de dioxyde de soufre (SO2) émise est réévaluée à 147 Mt en 2023, soit un chiffre bien plus important que pour n'importe quelle autre éruption des temps historiques, y compris le Samalas.

### Pertes humaines
L'éruption volcanique elle-même tue 11 000 personnes sur Sumbawa, principalement à cause des nuées ardentes. À ces victimes s'ajoutent celles des tsunamis, de la famine qui a immédiatement suivi, des intoxications par l'eau polluée et des épidémies qui sévirent principalement sur les îles de Sumbawa, Bali et Lombok. Les estimations sont de 38 000 victimes supplémentaires sur Sumbawa, entre 44 000 victimes et 100 000 victimes sur Lombok et 25 000 victimes sur Bali. Le total de victimes dans la région des Petites îles de la Sonde est donc au minimum de 117 000 personnes. Ceci en fait l'éruption la plus meurtrière de tous les temps.
L'éruption a d'importantes conséquences climatiques sur le plan mondial. Elle est à l'origine de l'« année sans été » de 1816, qui entraîna des famines en Chine, Europe et Amérique du Nord, faisant entre 100 000 et 200 000 victimes dans le monde. À cela s'ajoutent les victimes des épidémies de typhus en Europe (plusieurs milliers), auxquelles il faut encore ajouter, selon certains historiens, celles de la première pandémie de choléra (en) probablement déclenchée par les perturbations climatiques de l'éruption (plusieurs dizaines de milliers).

## Conséquences

### Conséquences sur la biodiversité
Les conséquences sur la faune, la flore et les communautés humaines sont dévastatrices. Dans la péninsule de Sanggar, les nuées ardentes brûlent et ensevelissent tout, aucun organisme vivant ne résiste. L'épaisseur des dépôts volcaniques peut atteindre 3 m. Sur le reste de l'île de Sumbawa, l'épaisseur des dépôts de cendres volcaniques oscille entre 20 et 50 cm, étouffant la végétation. Les scientifiques estiment qu'il a fallu environ un siècle pour que les écosystèmes se rétablissent.
Aujourd'hui encore l'étude de l'avifaune présente dans la péninsule de Sanggar met en évidence une lacune de biodiversité par rapport au reste de Sumbawa. Il est admis que les différentes espèces d'oiseaux ont repeuplé la région par voie terrestre depuis Sumbawa ou en traversant la mer depuis des îles voisines.

### Conséquences climatiques: «l'année sans été»

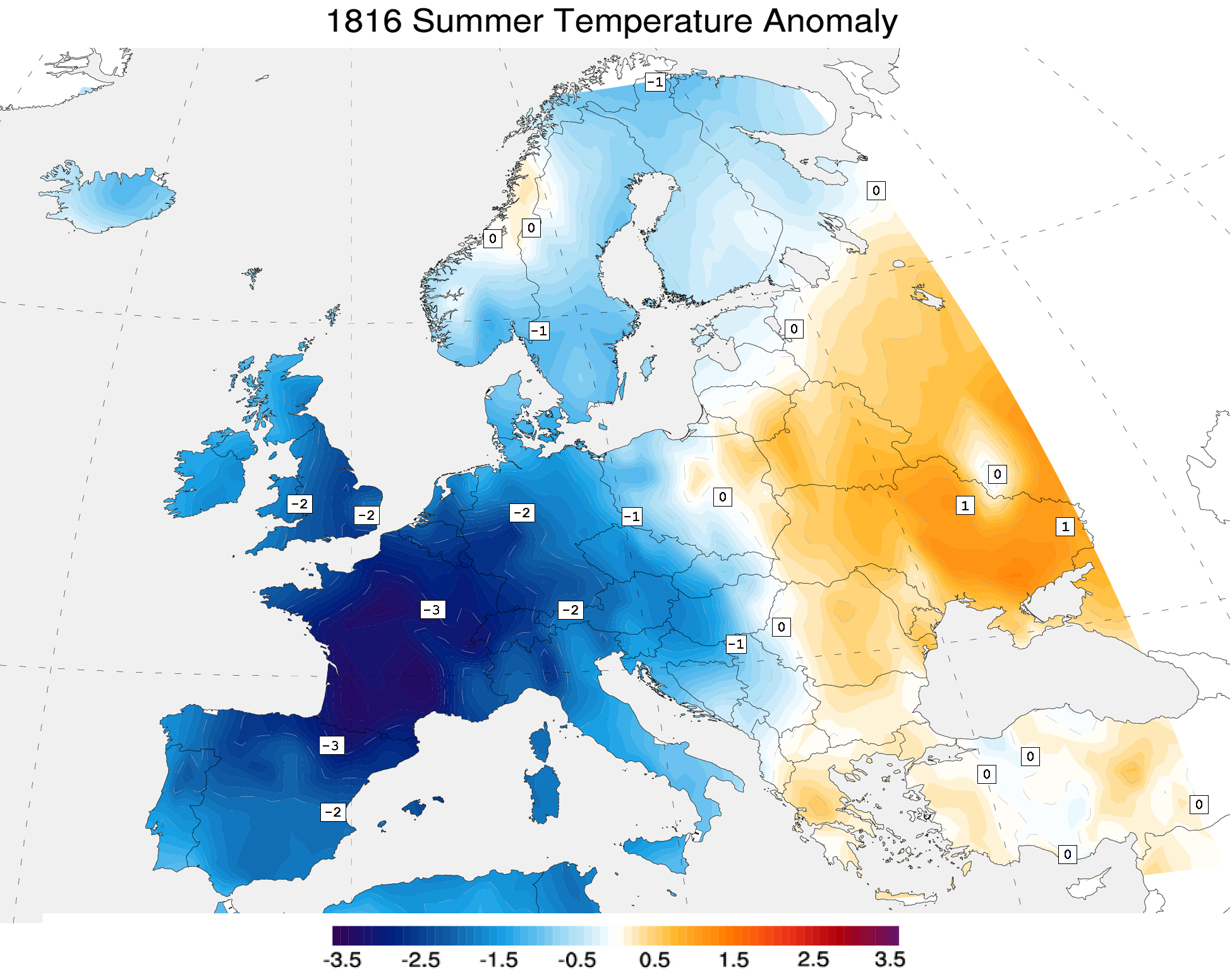
Anomalie des moyennes de température pour l'été 1816 en Europe. D'après Luterbacher, 2004.

L'éruption a d'importantes conséquences climatiques sur le plan mondial car les poussières volcaniques émises dans l'atmosphère provoquent un hiver volcanique de trois ans. Des simulations numériques de l'impact climatique des éruptions volcaniques survenues depuis 1 500 ans montrent que celles du Tambora et du Samalas ont eu beaucoup plus d'influence que toutes les autres, y compris des éruptions de force similaire. Les premiers paramètres contrôlant l'impact de l'éruption sur le climat sont la quantité de SO2 émise dans l'atmosphère ainsi que la taille des particules de poussière. Plus les particules sont fines et plus l'impact sera grand, car elles vont plus facilement se transformer au contact de l'eau présente dans l'atmosphère pour former des aérosols sulfatés (gouttelettes liquides). Ce sont les aérosols présent dans la stratosphère qui voilent la lumière du soleil et perturbent les cycles climatiques. Au-delà du volume de sulfates dans l'atmosphère, un autre paramètre primordial quant à l'influence sur le climat est la latitude à laquelle se situe le volcan. De façon générale, à cause de la structure générale de la circulation atmosphérique à l'échelle de la planète, plus une éruption a lieu près d'un des pôles et moins son influence sur le climat sera grande. Le Tambora et le Samalas étant très proches de l'équateur, leur influence sur le climat est grande et ce dans les deux hémisphères.

Quantité de sulfates d'origine volcanique dans l'atmosphère. Le pic du Tambora en 1816 est précédé par une éruption inconnue en 1808, certainement dans le Pacifique sud. D'après Gao, 2017.

Cette formidable quantité d'aérosols projetés jusque dans la stratosphère prive la surface de la Terre de la lumière du Soleil. Cela entraîne un hiver volcanique qui dure trois ans, caractérisé par un refroidissement climatique général et plus spécifiquement des étés froids et pluvieux dans les latitudes moyennes de l'hémisphère nord. En Europe occidentale, tous les records de froid sont battus entre 1815 et 1816. En 1816, les moyennes de température dans l'hémisphère nord perdent 0,5 °C à 1 °C avec régionalement des baisses plus marquées. En Europe, la France est le pays le plus touché avec une baisse de température de 3 °C durant l'été 1816. En Hongrie et en Italie des chutes de neige rouge, colorée par les cendres volcaniques, sont observées en plein été. En Amérique du Nord, il neige en juin dans le Maine. En Chine, c'est à Pékin qu'il neige en plein été. Au-delà des baisses de température, les autres conséquences sont des pluies diluviennes dans de nombreux pays, notamment en Europe de l'Ouest et en Europe centrale où sont recensées de nombreuses inondations, ainsi que le manque d'ensoleillement empêchant la photosynthèse des plantes, ce qui affecte grandement le système agricole.
L'ensemble de ces phénomènes provoque de graves crises humanitaires, sociales et politiques dans de nombreux pays. L'historien John Post qualifie ces événements de « dernière grande crise de subsistance dans le monde occidental ». L'année 1816 est surnommée par ses contemporains l'« année sans été », ou l'« année du mendiant » en Allemagne, ou encore l'« année du maquereau » aux États-Unis.

### Conséquences socio-économiques

#### Asie

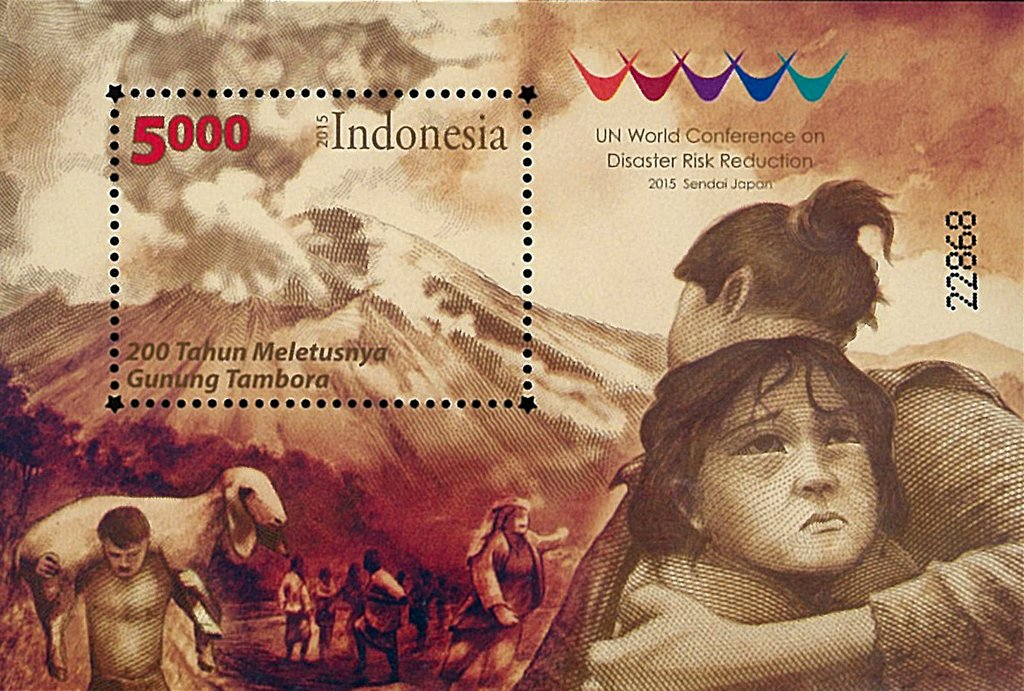
Timbre indonésien commémorant les 200 ans de l'éruption de 1815.

L'archipel indonésien est le plus touché par les conséquences immédiates. Tout d'abord des tsunamis ravagent les côtes des îles bordant la mer de Java et la mer de Florès, jusqu'à plusieurs centaines de kilomètres de distance. Sur les îles les plus proches de Sumbawa (Lombok, Bali et la partie orientale de Java), une obscurité presque complète est engendrée pendant plusieurs jours par les aérosols en suspension dans l'atmosphère ; l'eau est contaminée par les cendres et devient impropre à la consommation. Les rares survivants doivent rapidement faire face au risque de famine totale, les récoltes étant mortes sous plusieurs dizaines de centimètres de cendres, et fuient vers d'autres îles. Certains tuent leurs propres enfants par désespoir. Les structures politiques locales s'effondrent, les petits royaumes sur Sumbawa comme ceux de Tambora et Pekat disparaissent, à Bali le raja meurt lors d'une épidémie et le royaume vacille. Java reste la seule île capable d'exporter du riz ou d'autres produits alimentaires. Dans la partie orientale de Sumbawa, de modestes récoltes de riz reprennent à partir de 1821. Mais la famine continue de sévir dans le reste de l'île ainsi qu'à Bali et Lombok jusqu'à la fin de la décennie. La population de l'île de Sumbawa passe de 170 000 à 86 000 personnes. De nombreux survivants émigrent vers les îles alentour quand ils le peuvent, certains se vendent volontairement comme esclaves pour être emmenés loin des îles dévastées.
En Chine, la province du Yunnan, au sud, est la première touchée, dès la fin 1815. Les récoltes de riz sont très mauvaises et une famine se déclare. Afin de gagner de l'argent pour acheter la nourriture qu'ils ne peuvent produire, de nombreux paysans se convertissent à la culture du pavot, plus résistant aux variations climatiques. C'est le début d'une industrie de l'opium dans le sud de la Chine, grande consommatrice de ce produit, qui connaîtra son apogée lors des guerres de l'opium. Plus au nord les récoltes sont également catastrophiques et de la neige est vue en juin dans le Hebei.
Dans le golfe du Bengale, les perturbations des cycles de la mousson favorisent l'apparition de nouveaux variants du choléra, maladie endémique de la région. Une épidémie se déclenche dans le golfe du Bengale en 1818 et progresse en Inde l'année suivante. Elle devient la première pandémie de cette maladie en se propageant à la Chine, au Japon et à la Perse, jusqu'en 1823. Une deuxième pandémie atteint le bassin méditerranéen en 1831, puis l'Europe l'année suivante. Les morts se comptent en centaines de milliers. D'autres vagues suivent en 1846, 1849, 1853.

#### Europe

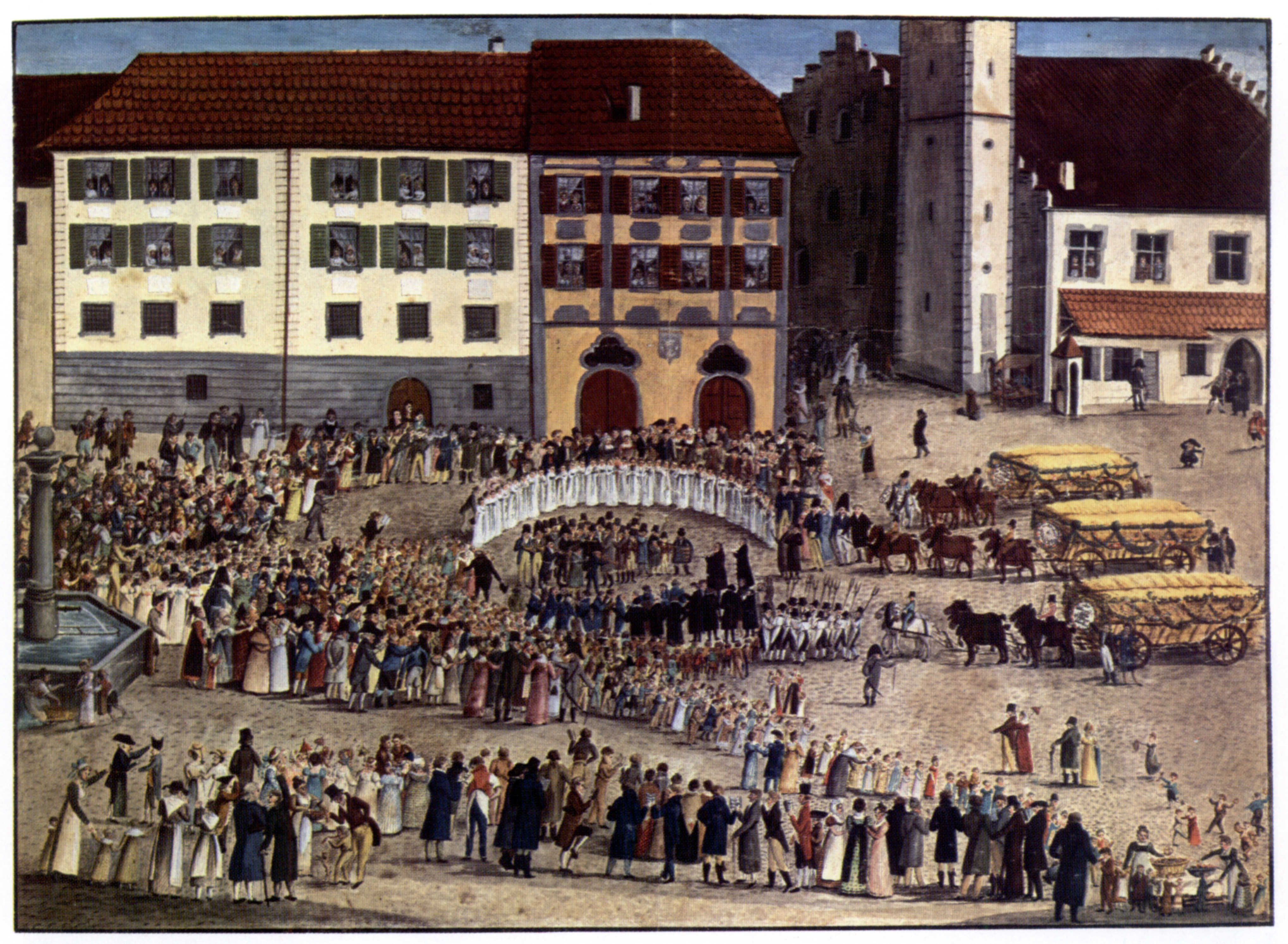
Arrivée festive des premiers chariots de récolte à Ravensbourg après la famine de 1816-1817. Gottlob Johann Edinger, août 1817.

L'éruption perturbe grandement les récoltes de céréales : le manque d'ensoleillement empêche les grains de mûrir et la forte pluviométrie les fait pourrir sur pied. Des inondations se produisent. Les pénuries et la hausse des prix (le prix du blé double entre 1815 et 1817) entraînent les grandes crises alimentaires de 1816-1817 en Europe avec leurs émeutes de la faim en France, Grande-Bretagne, Irlande, Allemagne. Les convois de blé et les magasins sont fréquemment attaqués par une foule affamée et en colère. Des témoins rapportent que les pommes de terre, devenues une nourriture de base dans les campagnes du nord de l'Europe, pourrissent à même la terre. En France, des importations de blé de Russie, où les récoltes sont correctes, permettent de compenser en partie la pénurie. Au Royaume-Uni, l'activité de la marine marchande permet d'importer des céréales depuis les colonies.
Durant deux ans les vendanges sont également catastrophiques, ce qui prive de nombreux petits paysans de revenus complémentaires. En 1816, en France, les vendanges démarrent tardivement, avec deux mois de retard, le 25 octobre, ce qui est la date la plus tardive depuis le début des registres vinicoles en 1484.
Des épidémies de typhus, liées à l'augmentation de la misère et donc des mauvaises conditions d'hygiène et de la malnutrition, se déclarent un peu partout en Europe.
En Allemagne la misère est telle que l'année 1816 est surnommée l'« année du mendiant ». Les Alpes suisses sont touchées par le froid, à tel point que pendant l'été 1816, il neige presque toutes les semaines en fond de vallée, phénomène habituellement observable seulement en hiver. La misère qui en en découle conduit à une importante émigration, par exemple vers le Brésil avec un groupe de 2 000 colons suisses du canton de Fribourg qui est à l'origine de la création de la ville de Nova Friburgo en 1819. En Allemagne, des milliers de gens affamés partent s'établir dans les grandes plaines du sud de l'Empire russe, moins affectées sur le plan agricole.
Certains chercheurs pensent que Napoléon aurait perdu la bataille de Waterloo pour partie à cause d'une météo très pluvieuse induite par l'éruption, bien que la bataille n'ait eu lieu que deux mois après l'éruption, ce qui en rend les effets incertains à cette date. Victor Hugo écrit dans Les Misérables : « S’il n’avait pas plu dans la nuit du 17 au 18 juin 1815, l’avenir de l’Europe était changé. Un nuage traversant le ciel à contresens de la saison a suffi pour l’écroulement d’un monde. »

« 1817 fut une année d'une invraisemblable cherté. Le quart de blé valait 150 francs. Il y eut peu de vin et il était aigre. Huit jours avant les vendanges la neige tomba jusqu'à la hauteur d'une moitié de chaussure, si bien qu'en grand nombre les ceps se brisèrent et que de nombreux arbres sur le ban de la commune et dans la forêt rompirent sous la neige. Cette année-là on ne put travailler le sol des vignes tant il avait plu. Dans ce trimestre de disette un ohmen de Klevener de 1811 valait 80 francs, un quarteau de blé 150 francs, un sac de pommes de terre 24 francs, une mesure de haricots de 15 à 16 sous. Les paysans sur le marché n'arrivaient plus à savoir ce qu'ils devaient demander, si bien que plus d'une fois, quand ils avaient exagéré, les gens renversaient ce qu'ils avaient sur leur étalage et les pauvres qui se tenaient derrière eux le leur volaient, imités souvent par les gradés allemands qui étaient encore dans la région. Les pauvres allaient en forêt, dans les coupes, cueillaient des herbes, les faisaient cuire, les hachaient comme du chou et les mangeaient. Mais tout ce qu'on arrivait à manger cette année-là ne nourrissait pas, si bien que les gens avaient encore faim une heure après. Bien des gens périrent d'inanition dans les environs de Strasbourg et l'on trouva deux enfants morts dans un champ de trèfle où ils avaient mangé de jeunes pousses. »

#### Amérique du Nord
Aux États-Unis, la côte orientale est particulièrement affectée avec des températures glaciales : en juin des chutes de neige se produisent dans le Maine, certains lacs gèlent en Pennsylvanie, les récoltes sont ruinées dans toute la Nouvelle-Angleterre. Dans certains États, la perte est de 90 %. La région voit également se succéder trois hivers particulièrement rigoureux, de 1815 à 1817. La mer gèle complètement dans la plupart des ports. Au Canada, la ville de Québec se retrouve avec 20 cm de neige en plein mois de juin. Le pain et le lait viennent à manquer. Dans les campagnes la population fait bouillir du foin pour se nourrir.
Les bouleversements climatiques de l'année 1816 affectent également les ressources halieutiques saisonnières, notamment les cycles de migration et reproduction des poissons. Les gaspareaux (Alosa pseudoharengus), traditionnellement très pêchés dans la région dès le début d'année, sont décimés. La seconde espèce cible, le maquereau, voit son cycle de reproduction moins affecté et arrive plus tard dans l'année. Les récoltes de blé étant très mauvaises, la demande en produits de la pêche augmente, ce qui incite les bateaux à aller pêcher de plus en plus au large pour augmenter leurs prises dont le volume double en deux ans. L'année 1816 devient ainsi connue aux États-Unis comme étant l'« année du maquereau ».
Cette succession de mauvaises récoltes a des conséquences sur la dynamique de peuplement des États-Unis. Dans les années qui suivirent, des dizaines de milliers de personnes, principalement des fermiers, quittent la Nouvelle-Angleterre pour le Midwest dans l'espoir d'un climat meilleur mais aussi de propriétés plus grandes et de sols plus fertiles. Le Vermont perd ainsi plus de 10 000 habitants sur les deux années 1816 et 1817. De l'autre côté, l'afflux de migrants permet à l'Indiana de se constituer en État fédéré en décembre 1816, l'Illinois faisant de même en 1818.

#### Afrique
Il y a peu de données historiques pour le continent africain à cette époque. La seule certitude est que l'Afrique australe est touchée par une sécheresse inhabituelle dans les années suivant l'éruption.

### Influence sur les arts

#### Peinture
Les cendres et les aérosols sulfatés présents dans la stratosphère provoquent un hiver volcanique et font plusieurs fois le tour de la Terre. Lors des étés 1815 et 1816, cela entraîne des ciels jaunâtres et des couchers de soleil rougeoyants qui vont influencer les artistes de l'époque. Dans le domaine de la peinture, tel est le cas de William Turner avec notamment ses tableaux antiques (Didon construisant Carthage ou l'Ascension de l'Empire carthaginois et le Déclin de l'empire carthaginois) dont la composition est centrée sur des couchers de soleil, de Caspar David Friedrich dont les atmosphères romantiques s'inspirent des cieux tourmentés du nord de l'Allemagne, ou encore de John Crome qui peint des moulins à vent devant des ciels lugubres et jaunâtres,.

Peintures influencées par les années sans été
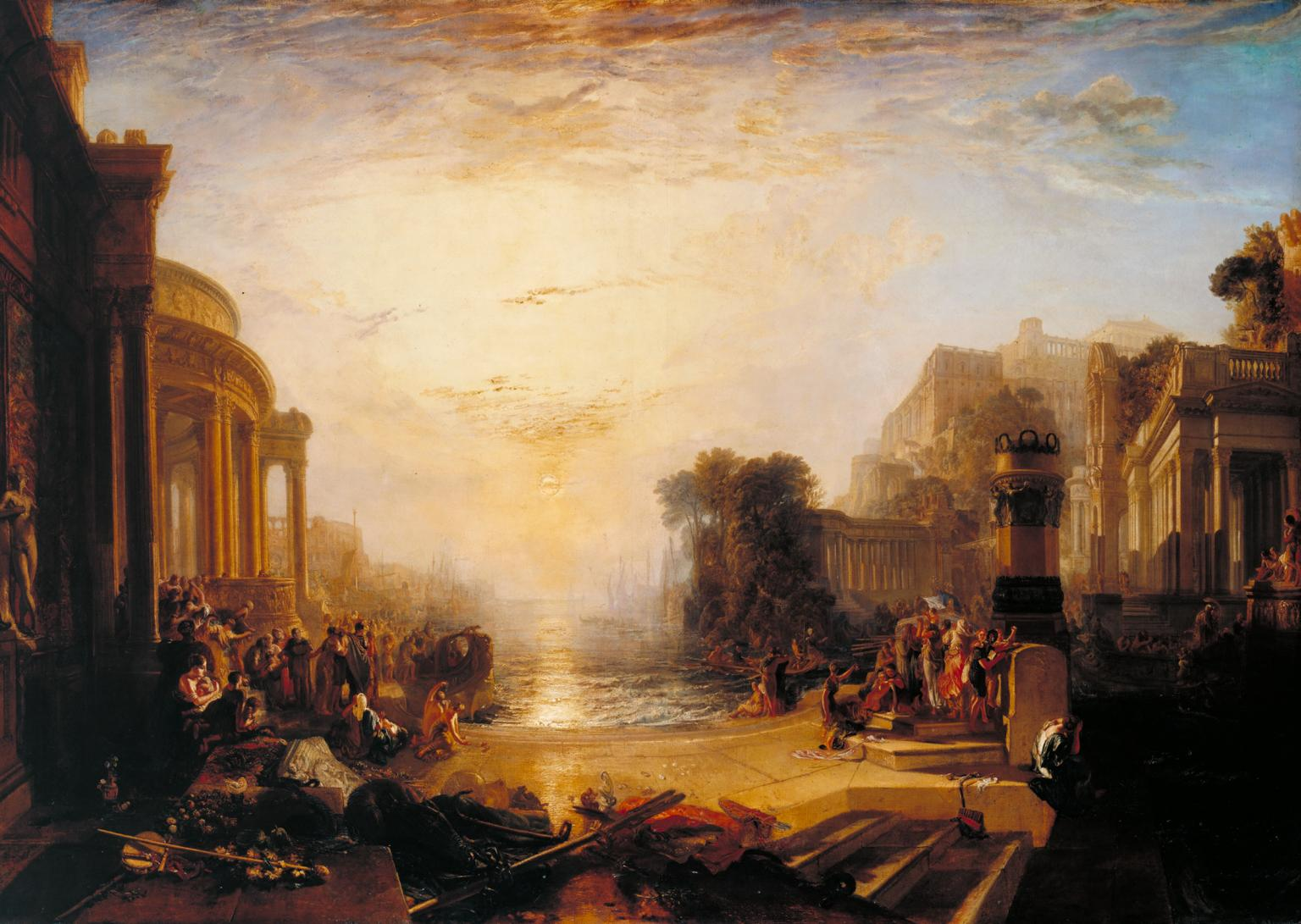
William Turner, The Decline of the Carthaginian Empire , 1817.
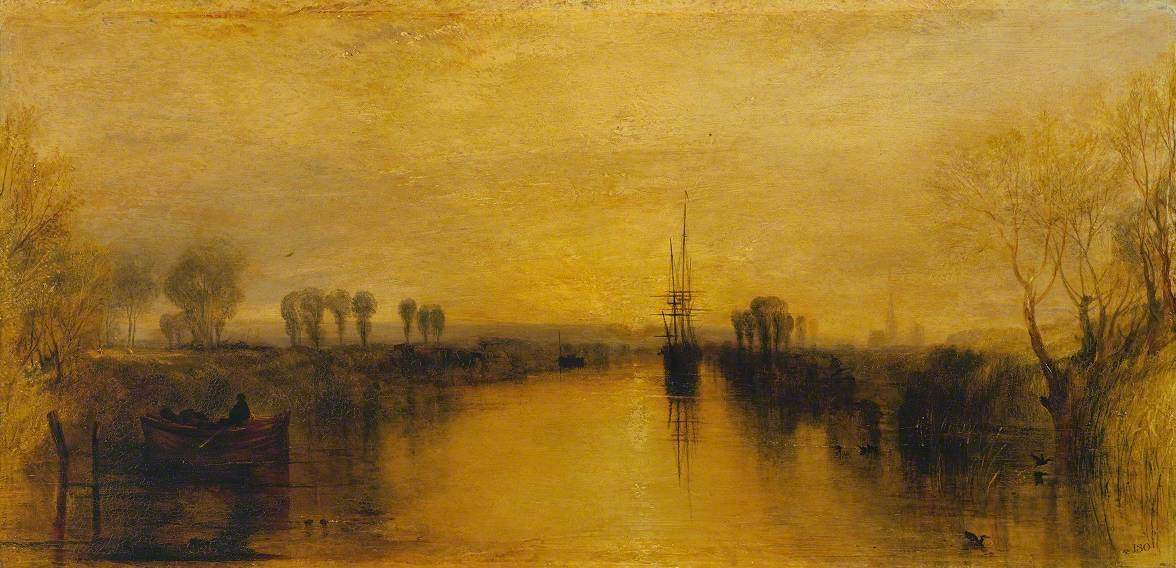
William Turner, Chichester Canal, 1829.
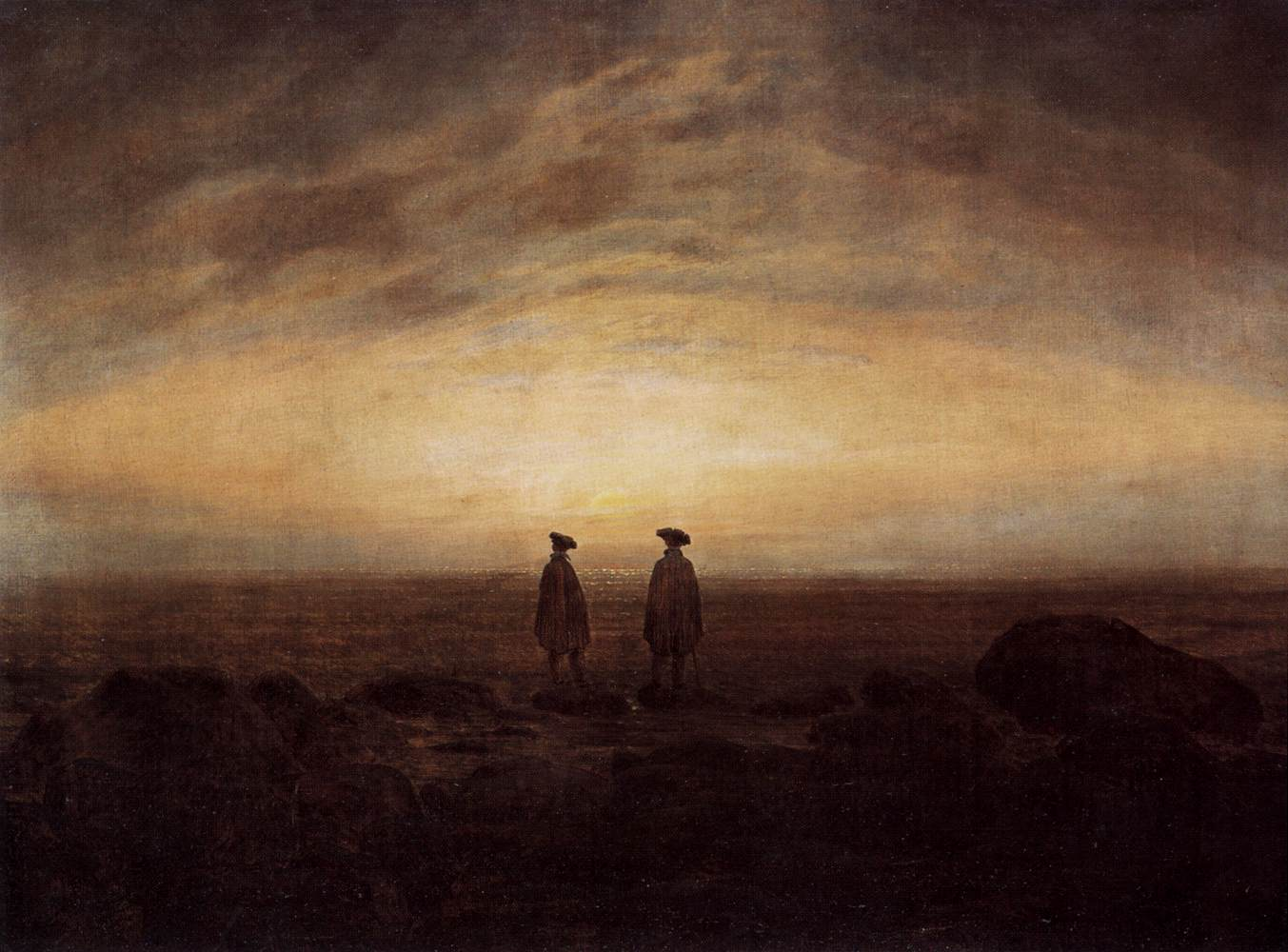
Caspar David Friedrich, Two Men by the Sea, 1817.
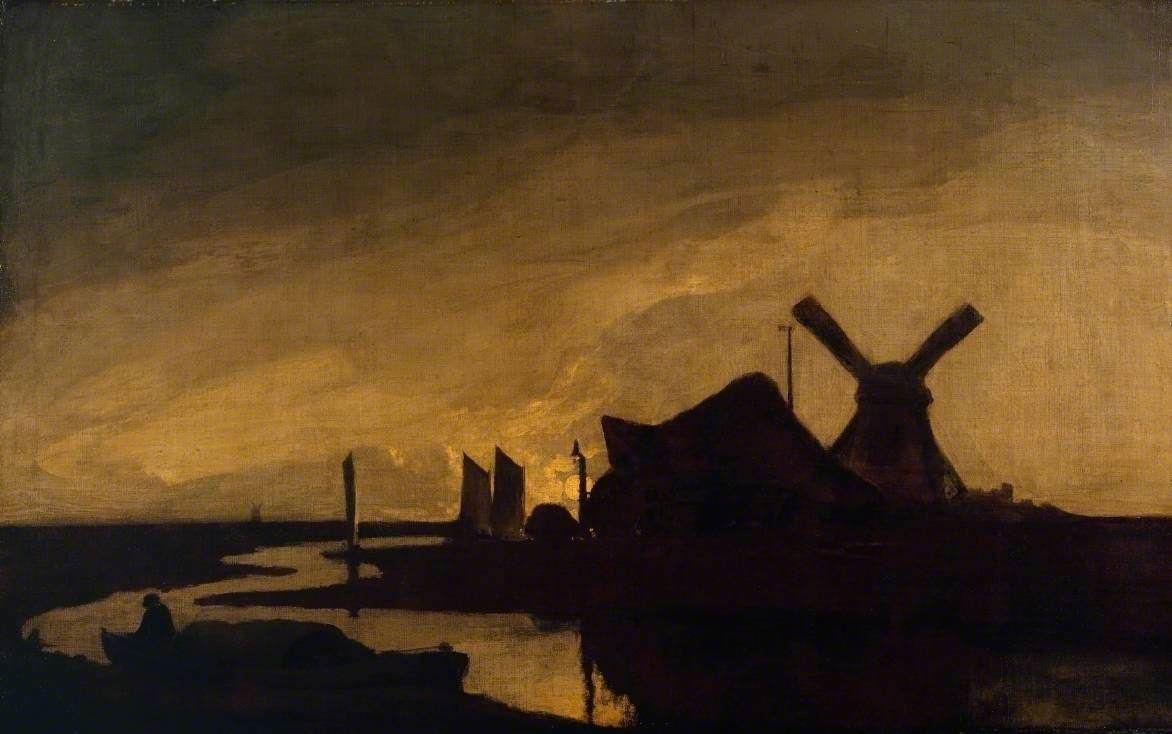
John Crome, Moonrise on the Yare, 1816.

#### Littérature
L'éruption du Tambora influence fortement la littérature britannique. En effet, Lord Byron, Percy Shelley et Mary Shelley passent l'été 1816 en Suisse. Les pluies continuelles les obligent à rester enfermés à longueur de journée dans leur villa au bord du lac Léman. Ils se livrent ainsi à des concours de poésie ou d'écriture de nouvelles. Les deux premiers produiront ainsi certaines de leurs œuvres les plus connues, notamment Darkness (en) (« Ténèbres »). Mary Shelley, inspirée par l'atmosphère lugubre de la saison, commence la rédaction de son Frankenstein ou le Prométhée moderne.

### Compréhension scientifique des phénomènes
Ces bouleversements restent incompris des contemporains, par manque d'informations et de connaissances scientifiques, ce qui ajoute la peur au désarroi. Les contemporains de l'éruption, y compris les érudits et scientifiques, ne font pas de lien direct entre les mauvaises conditions climatiques et l'éruption du volcan qui est connue mais mal documentée. De plus, à l'époque, il faut six mois pour transmettre une information depuis les Indes vers l'Europe, ce qui rend d'autant plus difficile d'établir un lien entre les évènements. Il y a des récits de témoins directs de la catastrophe et de ces conséquences dans les jours qui suivent, mais ceux-ci restent cantonnés dans les cercles administratifs coloniaux. Thomas Jefferson observe le caractère unique du climat cette année-là, mais ne fait pas le lien avec le volcan indonésien. Le météorologue Luke Howard note la présence de « brouillards secs » persistants sans pouvoir les expliquer. Parfois, à midi, il fait aussi sombre qu'en pleine nuit. Certains prédisent la fin du monde ou le Jugement dernier. À Bologne, en Italie, ville de la plus ancienne université du monde, un astronome prédit l'extinction prochaine du soleil et la disparition de toute vie sur Terre. Des processions religieuses sont organisées dans plusieurs villes européennes pour implorer 
la clémence divine. Dans le folklore indonésien de l'époque, le cataclysme est expliqué par un châtiment divin. Un poème indonésien évoque un dirigeant local qui aurait encouru la colère d'Allah en donnant à manger de la viande de chien à un hajji et en le tuant. Ce n'est qu'avec l'éruption du Krakatoa en 1883, que la science, qui a accumulé 68 ans de savoir supplémentaire, commence à comprendre les conséquences climatiques des éruptions. Bien que huit fois moins puissante que celle du Tambora, l'éruption du Krakatoa, mieux documentée, marque beaucoup plus la culture et la science occidentales.

### Innovation technique

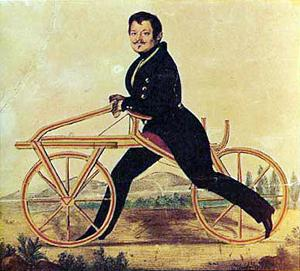
Karl Drais sur sa draisienne inventée en 1817. Hartenstein, 1820.

Les conséquences dramatiques de l'éruption sont également un des facteurs qui peuvent catalyser l'innovation technologique et permettre certains basculements économiques. En Nouvelle-Angleterre, l'année sans été engendre ainsi des changements dans les habitudes et stratégies de pêche (changement d'espèces cibles, développement de la pêche au large) et voit se diffuser l'usage du leurre à maquereau, inventé au cap Ann dans le Massachusetts. 
En Allemagne, comme dans d'autres pays, les mauvaises récoltes empêchent de nourrir correctement les chevaux qui meurent en grand nombre. Karl Drais cherche de nouveaux moyens de locomotion et invente la draisienne puis le vélocipède.
Traumatisé par la famine de 1816, le chimiste Justus von Liebig s'intéresse aux rendements agricoles et développe les premières formes d'engrais minéraux.

### Films
- Un été sans soleil, produit par Tetra Media en partenariat avec Cicada Films, diffusé sur Arte le 4 novembre 2006, 52 min. « Un été sans soleil », sur Les-docus.com, 21 août 2018 (consulté le 8 août 2024), résumé.
- Tambora, l'éruption qui a changé le monde, réalisé par Florian Breier, 52 min, [vidéo] « Tambora, l’éruption qui a changé le monde », babajem (consulté le 8 août 2024), 2017, résumé.